# Josep Maria Abella Batlle
Josep Maria Abella Batlle, C.M.F. (Lleida, 3 de novembro de 1949), é um bispo católico espanhol. É bispo diocesano de Fukuoka.

## Biografia

### Treinamento universitário e missionário no Japão
Em 1973, ao terminar seus estudos de filosofia e teologia na Faculdade de Teologia da Companhia de Jesus de Sant Cugat del Vallès, foi destinado ao Japão. Emitiu a profissão de missionário claretiano em 22 de agosto de 1966 e os votos perpétuos em 8 de dezembro de 1972. Foi ordenado sacerdote em 12 de julho de 1975.
Depois da ordenação sacerdotal, desempenhou os seguintes serviços pastorais: pároco da paróquia de Midorigaoka na diocese de Nagoya (1975-1977); Conselheira da Delegação (1976-1981); Diretor de Asilo Uminohoshi para o Arcebispado de Osaka (1981-1984); reitor da paróquia de Hirakata para o arcebispado de Osaka (1981-1988); diretor da Instituição Escolar (1981-1991); Diretor do Asylum Akenohoshi na Diocese de Nagoya (1989-1992).

### Governo Geral dos Missionários Claretianos (Roma)
Superior Maior da Delegação dos Missionários Claretianos para a Ásia Leste (1981-1992).
Em 1991 mudou-se para Roma, para o governo geral dos missionários claretianos. Onde ocupou os seguintes cargos:
- Conselheiro Geral dos Missionários Claretianos (1991-2003). Nomeado Prefeito de Apostolado e Assessor do Movimento Secular Claretiano.
- Superior Geral da Congregação dos Filhos Missionários do Coração Imaculado de Maria (2003-2015). Foi eleito no XXIII Capítulo Geral dos Missionários Claretianos, e renovado por um segundo sexênio em 2009, que terminou em 2015, quando foi substituído pelo Padre Mathew Vattamattam .
Durante este período em Roma foi membro por dois mandatos do Conselho Executivo da União dos Superiores Gerais (USG), que congrega congregações religiosas masculinas de todo o mundo. Também foi escolhido para representar os religiosos em três Sínodos episcopais realizados em Roma: sobre a Eucaristia (2005), sobre a Palavra de Deus (2008) e sobre a Nova Evangelização (2012).

### Retorno ao Japão. Episcopado
Após o período romano, voltou ao Japão 5, onde ocupou vários cargos: pároco de Imaichi, na arquidiocese de Osaka (2015-2016), vicariato de Shirokita (2016), reitor da catedral de Osaka (2017).
Em 2 de junho de 2018, foi nomeado Bispo-auxiliar de Osaka junto com Paul Toshihiro Sakai pelo Papa Francisco.
Em 14 de abril de 2020, o Papa Francisco o nomeou bispo de Fukuoka, onde tomou posse de sua nova diocese em 17 de maio de 2020. Devido ao COVID-19, a inauguração foi uma cerimônia privada, com alguns poucos padres e um pequeno representação dos fiéis da diocese. A diocese é composta por três prefeituras localizadas na ilha de Kyushu: Fukuoka, Saga e Kumamoto. A população católica representa 0,4% da população. Está integrado na província eclesiástica de Nagasaki. Tem 55 freguesias e nove vigários.